# Sergej Volkov (freestyleskiër)
Sergej Valerjevitsj Volkov (Russisch: Сергей Валерьевич Волков) (Tsjoesovoj, 6 december 1987) is een Russische freestyleskiër. Hij vertegenwoordigde zijn vaderland op de Olympische Winterspelen 2010 in Vancouver. Zijn broer Andrej is eveneens actief als mogulsskiër.

## Carrière
Op de wereldkampioenschappen freestyleskiën 2005 in Ruka eindigde Volkov op de drieëndertigste plaats op het onderdeel dual moguls. Bij zijn wereldbekerdebuut, in december 2009 in Suomu, scoorde de Rus direct zijn eerste wereldbekerpunten. Tijdens de Olympische Winterspelen van 2010 in Vancouver eindigde Volkov als achtentwintigste op het onderdeel moguls.
Een jaar na zijn wereldbekerdebuut behaalde hij in Méribel zijn eerste toptienklassering in een wereldbekerwedstrijd. In Deer Valley nam de Rus deel aan de wereldkampioenschappen freestyleskiën 2011, op dit toernooi eindigde hij als zesde op het onderdeel dual moguls en als negentiende op het onderdeel moguls. In januari 2012 stond hij in Mont Gabriel voor de eerste maal in zijn carrière op het podium van een wereldbekerwedstrijd. Op 4 februari 2012 boekte Volkov in Deer Valley zijn eerste wereldbekerzege, zijn broer Andrej eindigde bij deze gelegenheid op de derde plaats. Tijdens de Olympische Winterspelen van 2014 in Sotsji eindigde de Rus als 28e op het onderdeel moguls.
Op de wereldkampioenschappen freestyleskiën 2015 in Kreischberg eindigde hij als negentiende op het onderdeel moguls en als 37e op het onderdeel dual moguls.

## Resultaten

### Olympische Spelen
| Jaar | Plaats    | Resultaten |
| ---- | --------- | ---------- |
| 2010 | Vancouver | 28e Moguls |
| 2014 | Sotsji    | 28e Moguls |

### Wereldkampioenschappen
| Jaar | Plaats      | Resultaten                 |
| ---- | ----------- | -------------------------- |
| 2005 | Ruka        | 33e Dual Moguls            |
| 2011 | Deer Valley | 6e Dual Moguls 19e Moguls  |
| 2015 | Kreischberg | 37e Dual Moguls 19e Moguls |

### Wereldbeker
Eindklasseringen
| Seizoen   | Algm | MO  |
| --------- | ---- | --- |
| 2009/2010 | 122e | 44e |
| 2010/2011 | 74e  | 20e |
| 2011/2012 | 19e  | 6e  |
| 2012/2013 | 167e | 33e |
| 2013/2014 | 123e | 25e |
| 2014/2015 | 184e | 40e |
| 2016/2017 | 299e | 62e |

Wereldbekerzeges
| Datum           | Plaats      | Onderdeel   |
| --------------- | ----------- | ----------- |
| 4 februari 2012 | Deer Valley | Dual Moguls |